# Ramon Llull

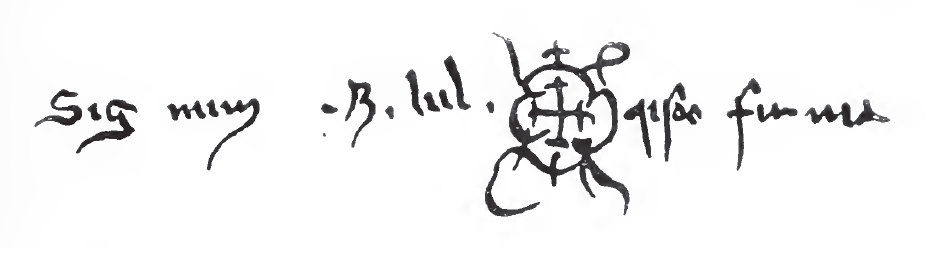
Handtekening van Ramon Llull (1256):
Signum - R. lul. † qisoc firma

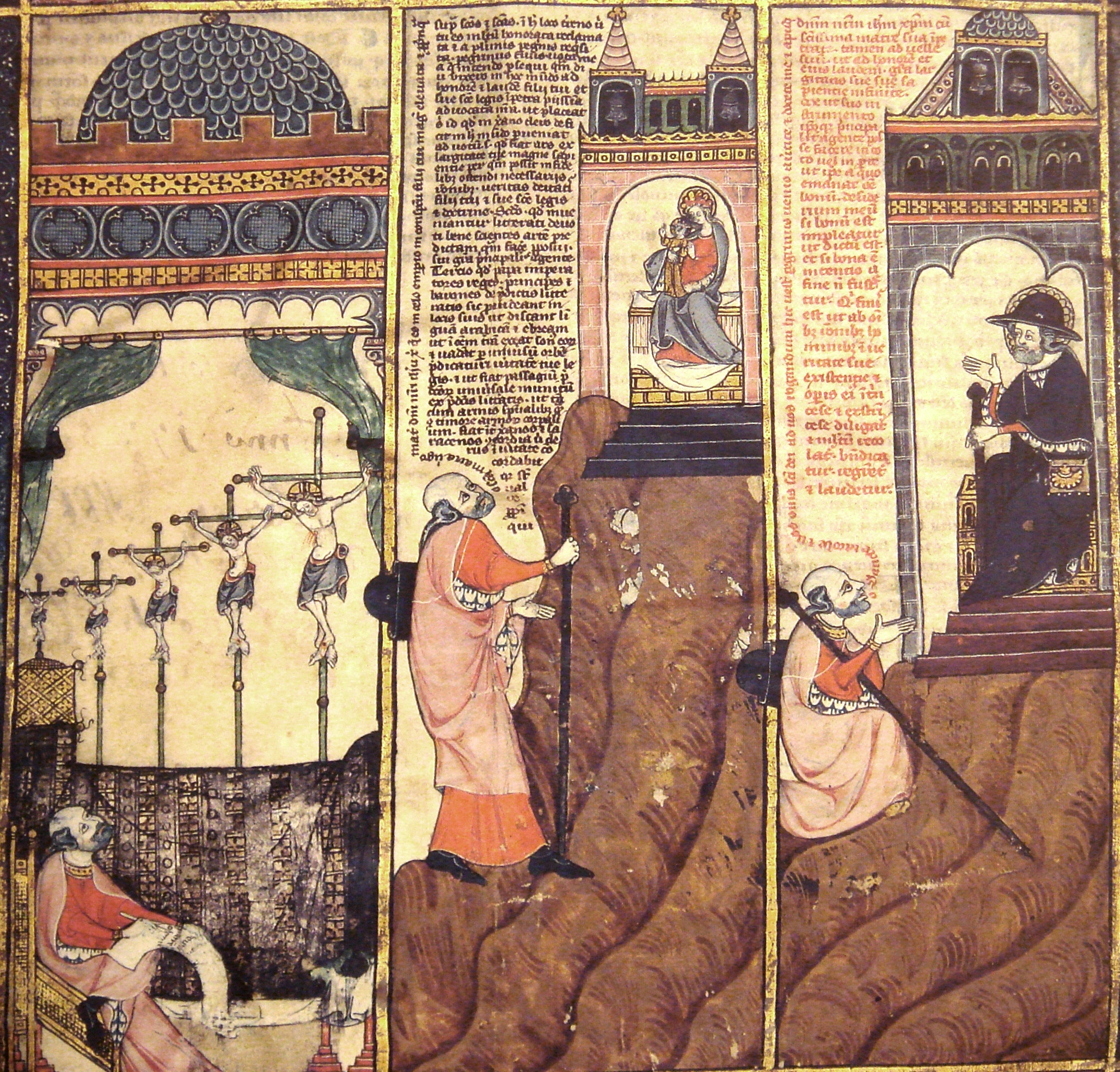
"Het leven van Ramon Llull", 14de-eeuws manuscript

Ramon Llull (Palma de Mallorca?, 1232/1233 – Tunis of nabij Mallorca, 1315/1316), ook wel bekend onder zijn Latijnse naam Raimundus Lullus, was een schrijver, filosoof, dichter en theoloog. Hij wordt beschouwd als de eerste belangrijke schrijver in het Catalaans. Hij was de eerste Europese geleerde die het Latijn opgaf om hoofdzakelijk in de volkstaal te schrijven. Hij schreef ook vloeiend Arabisch en Latijn. Het Institut Ramon Llull en de literatuurprijs Premi Ramon Llull zijn naar hem vernoemd.

## Biografie
Zijn familie zou graaf Jacobus I gevolgd zijn bij de reconquista van Mallorca. Hij groeide op in een omgeving van religieus pluralisme waar drie culturen naast elkaar opbloeiden: de Arabische, de Byzantijnse en de Latijnse. Dit heeft zijn denken vanaf zijn jeugd beïnvloed.
Na een jeugd waarover weinig bekend is, kreeg hij in 1263 een mystieke ervaring, gaf hij zijn sociale positie op en verliet hij zijn familie om een religieus leven te leiden. Hij streefde ernaar de Moren te bekeren en richtte scholen op waar missionarissen Arabisch konden leren. Zijn eerste boeken gaan ook over dat thema: Llibre de la contemplació (Boek der overweging) en Diàleg del gentil amb els tres avis (Dialoog tussen een Edelman en drie wijzen). In 1274 zou hij, volgens de overlevering, na een goddelijke openbaring een systeem voor de studie van de waarheid, de zogenaamde Art Lul·liana schrijven.
Hij reisde vaak voor zijn tijd: naar Parijs, waar hij les gaf aan de universiteit, naar Rome en voor een missie naar Cyprus, Klein-Azië en Jeruzalem en Carthago. Hij zou tijdens die laatste reis overleden zijn, maar andere bronnen situeren zijn dood op Palma de Mallorca in 1316. Weer andere bronnen spreken van dood op een schip aan de verwondingen van steniging in 1315.
Een andere bron verhaalt ervan dat hij op één van zijn reizen naar Tunis, waar hij over arabisme en christendom dialogen voerde met (verwonderde) Arabische geleerden (hij had zichzelf met behulp van een slaaf Arabisch geleerd en kende de Arabische filosofische geschriften), door steniging werd gedood.
Llull werd in 1847 door paus Pius IX zalig verklaard.

## Pseudo-Llull en alchemie
Er bestaan veel alchemische teksten die pseudo-epigrafisch aan Llull zijn toegeschreven. De twee meest significante zijn Testamentum en de Liber de secretis naturae seu de quinta essentia, die beide uit de veertiende eeuw dateren. Belangrijke renaissance geleerden zoals Cornelius Agrippa en Giordano Bruno werden erdoor beïnvloed. Dit zorgde ervoor dat Llull een legendarische status verkreeg binnen het corpus van de westerse esoterie. Zo schreef de Franse occultist Éliphas Lévi dat Llull een van de alchemisten was die goud geproduceerd zou hebben.

## Werken

### Proza
Hij heeft meer dan 400 werken geschreven, waarvan dit de bekendste zijn:
- Llibre del gentil i els tres savis
- L'Art breu (De korte kunst, 1308)
- Llibre d'amic e amat (onderdeel van Fèlix)
- l'Arbre de Ciència (De boom van wetenschap, 1296-1297)
- Arbre de filosofia d'amor
- Llibre de les bèsties (Boek der Dwaasheden, opgenomen in Blaquerna)
- Llibre dels mil proverbis (Boek der duizend Spreuken)
- Fèlix, o, Llibre de les meravelles (Felix of het boek der wonderen, 1288-1289)
- Blanquerna
- Ars magna

### Gedichten
Van zijn gedichten zijn er slechts twee bewaard gebleven:
- Desconhort
- Cant de Ramon